# Gujrat (Distrikt)
Der Distrikt Gujrat ist ein Verwaltungsdistrikt in Pakistan in der Provinz Punjab. Sitz der Distriktverwaltung ist die gleichnamige Stadt Gujrat.
Der Distrikt hat eine Fläche von 3192 km² und nach der Volkszählung von 2017 2.756.110 Einwohner. Die Bevölkerungsdichte beträgt 863 Einwohner/km². Im Distrikt wird zur Mehrheit die Sprache Panjabi gesprochen.

## Lage
Der Distrikt befindet sich im Norden der Provinz Punjab, die sich im Westen von Pakistan befindet. Gujrat befindet sich zwischen den beiden berühmten Flüssen Jhelam und Chanab. Der Distrikt wird im Nordosten von Mirpur begrenzt, im Nordwesten vom Fluss Jhelam, der es vom Distrikt Jhelam trennt, im Osten und Südosten vom Fluss Chenab, der es von den Distrikten Gujranwala und Sialkot trennt, und im Westen von Mandi Bahauddin.

## Verwaltungsgliederung
Der Distrikt ist administrativ in vier Tehsil unterteilt:
- Gujrat
- Kharian
- Sarai Alamgir
- Jalalpur Jattan

## Demografie
Zwischen 1998 und 2017 wuchs die Bevölkerung um jährlich 1,57 %. Von der Bevölkerung leben ca. 30 % in städtischen Regionen und ca. 70 % in ländlichen Regionen. In 442.399 Haushalten leben 1.335.339 Männer, 1.420.628 Frauen und 143 Transgender, woraus sich ein Geschlechterverhältnis von 94 Männer pro 100 Frauen ergibt und damit einen für Pakistan seltenen Frauenüberschuss.
Die Alphabetisierungsrate in den Jahren 2014/15 bei der Bevölkerung über 10 Jahren liegt bei 75 % (Frauen: 71 %, Männer: 80 %) und damit deutlich über dem Durchschnitt der Provinz Punjab von 63 %.
| Jahr | Einwohnerzahl |
| ---- | ------------- |
| 1972 | 1.177.345     |
| 1981 | 1.408.585     |
| 1998 | 2.048.008     |
| 2017 | 2.756.110     |